# Henrique Rosa
Henrique Pereira Rosa /wym. ẽˈɾikɨ pɨ'ɾɐi̯ɾɐ ˈɾɔzɐ/ (ur. 18 stycznia 1946 w Bafatá, zm. 15 maja 2013 w Porto) – polityk z Gwinei Bissau, prezydent Gwinei Bissau w latach 2003–2005.
Urząd prezydenta Rosa objął z woli komitetu, rządzącego krajem po wojskowym zamachu stanu 14 września 2003, w wyniku którego od rządów został odsunięty prezydent Kumba Ialá. Rosa został zaprzysiężony 28 września 2003 mając poparcie większości ugrupowań politycznych w kraju oraz społeczeństwa. Dwa lata później zastąpił go João Bernardo Vieira.